# Rodolfo Tan Cardoso
Rodolfo Tan Cardoso (Anda, Pangasinán, 25 de desembre de 1937 - 21 d'agost de 2013) fou un jugador d'escacs filipí. Va obtenir el títol de Mestre Internacional de la FIDE el 1957, cosa que en va fer el primer asiàtic a aconseguir-lo.

## Resultats destacats en competició
El 1956, va guanyar el Campionat Júnior de les Filipines. El 1957, va ocupar el cinquè lloc al quart Campionat del món júnior a Toronto (el campió del qual va ser William Lombardy amb un marcador perfecte d'11–0). El mateix any, la companyia Pepsi-Cola va patrocinar un matx de vuit partides a la ciutat de Nova York entre Cardoso, el campió junior filipí de 19 anys, i Bobby Fischer, el campió juvenil dels Estats Units de 14 anys. Fischer va obtenir el premi del vencedor de 325 $ amb una puntuació de 6−2 (+5 –1 =2), tot i que Tan Cardoso va ser l'únic filipí que mai va vèncer Fischer.
El 1957/58, Cardoso va guanyar el torneig zonal a Baguio City, i es va classificar per al torneig interzonal de Portorož de 1958, en el qual va acabar 19è (el campió fou Mikhaïl Tal). En aquest torneig va aconseguir una victòria molesta sobre David Bronstein a la ronda final, que li va negar el lloc al Torneig de Candidats de 1959. Va ser campió filipí el 1958 i el 1963. Va ocupar el segon lloc a Christchurch 1967 (campionat de Nova Zelanda, guanyat per Iuri Averbakh). El 1974, va empatar entre el primer i el quart lloc a Casablanca. El 1974, va ocupar el 14è lloc a Manila (el campió fou Evgeni Vasiukov). El 1975, va empatar a Orense als llocs 13è-14è. El 1975, va ocupar el 10è lloc a Las Palmas (memorial Ruy López), guanyat per Ljubomir Ljubojević).
Cardoso va jugar representant les Filipines en quatre olimpíades d'escacs.
- El 1956, al quart tauler de la XIIa Olimpíada d'escacs de Moscou (+11 –2 =4);
- El 1958, al primer tauler a la XIIIa Olimpíada d'escacs de Múnic (+10 –4 =5);
- El 1972, al segon tauler de la XXa Olimpíada d'escacs a Skopje (+10 –4 =3);
- El 1974, al segon tauler de la XXIa Olimpíada d'escacs de Niça (+9 –6 =4).

Va guanyar la medalla de plata individual a Moscou 1956 amb el seu percentatge de victòries de 76,5.
Cardoso va morir d'un atac de cor a Quezon City al Philippine Heart Center el 21 d'agost de 2013.